# Snegleglente
Snegleglente (Rostrhamus sociabilis) er en middelstor rovfugl i høgefamilien. Den findes fra Florida i USA til det sydlige Sydamerika og hører til blandt de mest specialiserede rovfugle, da den næsten udelukkende lever af snegle fra ferskvand.
Snegleglenten er den eneste art i slægten Rostrhamus.